# Белощёкий снегирь
Белощёкий снегирь (лат. Pyrrhula leucogenis) — самый южный тропический вид снегирей, распространённый на крупных островах Филиппинского архипелага. Встречается в высокогорных хвойных лесах.

## Описание
Птица мелких размеров, чуть меньше воробья. Это один из первых видов снегирей, у которых сформировалась настоящая чёрная «шапочка» на голове. Чёрный цвет располагается также как и у всех черношапочных снегирей. Остальное оперение — буро-коричневое, кроме ярких, белых щек, светлого надхвостья и белых пятен по бокам груди. На пояснице темная черно-коричневая полоса, формирующая контрастную границу между светлым надхвостьем и коричневой спиной. Светлая полоса на крыле, сформированная большими верхними кроющими крыла, почти полностью серо-коричневая или более светлая. Крайнее внутреннее третьестепенное маховое перо чёрное с красным пятном. Хвост с небольшой выемкой, больше чем у обыкновенного снегиря, но меньше чем у бурого. На рулевых и маховых перьях отмечается своеобразный чешуйчатый рисунок, характерный для масковых снегирей. Явного полового диморфизма нет, но, возможно, как у бурого снегиря.

## Систематика
Два подвида, живущих на разных островах и отличающихся окраской радужки.
- P. l. leucogenis Ogilvie-Grant, 1895
- P. l. steerei Mearns, 1909